# آنقاسی (ایاکوچو)
آنقاسی (به اسپانیایی: Anqasi) یک کوه در پرو است که در منطقه آیاکوچو واقع شده‌است. آنقاسی ۴٬۴۰۰ متر بالاتر از سطح دریا واقع شده‌است.